# 오호츠크판
오호츠크판(Okhotsk Plate)은 오호츠크해, 캄차카반도, 동일본(홋카이도와 도호쿠 지방) 일대가 속한 판이다. 예전에는 북아메리카판의 일부분으로 여겼지만, 최근의 연구 결과 북쪽에서 변환단층인 울라한 단층(Ulakhan Fault)을 경계로 북아메리카판과 접하는 독립적인 판인 것으로 나타났다. 동쪽에서는 쿠릴-캄차카 해구와 일본 해구를 경계로 태평양판과 접하며, 남쪽에서는 난카이 해곡을 경계로 필리핀해판과 접한다. 서쪽에서는 유라시아판과 접한다. 남서쪽으로는 아무르판과 접할 것으로 추정된다.

## 활동
오호츠크판과 아무르판의 경계는 동해 동연 변동대라 하며 동해와 사할린섬에서 발생하는, 상당수 지진의 원인일 것으로 추정된다. 대표적인 것이 사할린 북부에서 발생한 MW7.1 (다른 자료에 의하면 MS7.5)의 강진인 1995년 넵테고르스크 지진이다. 이 지진으로 넵테고르스크는 완전히 초토화되어 재건되지 못했다.
오호츠크판과 태평양판의 경계는 태평양판이 오호츠크판 밑으로 침강하는 섭입대이다. 따라서 지진이 끊임없이 발생하며, 그중에는 역사적인 대지진도 많다. 대표적으로 1737년(M9.0~9.3 추정)과 1952년(M9.0)에 일어난 캄차카 지진(Kamchatka earthquakes), 쿠릴 열도 근처에서 2006년 11월 15일에 발생한 M8.3의 지진, 홋카이도에서 2003년 10월 26일에 발생한 M8.3의 지진, 도호쿠 앞바다에서 2011년 3월 11일에 발생한 M9.0의 2011년 도호쿠 지방 태평양 해역 지진이 있다.
GPS 측량과 다른 연구 결과 오호츠크판은 사할린섬 북쪽을 중심으로 시계 방향으로 백만 년에 0.2도의 속도로 회전하는 것으로 나타났다.

## 참고
- Apel, E. V., R. Bürgmann, G. Steblov, N. Vasilenko, R. King, and A. Prytkov (2006). Independent active microplate tectonics of northeast Asia from GPS velocities and block modeling, Geophys. Res. Lett., 33, L11303, doi:10.1029/2006GL0260772.
- Seno, Tetsuzo; Sakurai, Taro; Stein, Seth (1996). “Can the Okhotsk plate be discriminated from the North American plate?”. 《Journal of Geophysical Research》 101 (B5): 11305–11315. doi:10.1029/96JB00532.

주석
1. ↑  Apel et al., 2006; and Seno et al., 1996
2. ↑  Tamura, Makoto;  외. (2002). “The ShalIow Seismicity in the Southern Part of Sakhalin” (PDF). 《Geophysical Bulletin of Hokkaido University》 65: 127–142. 2020년 9월 19일에 원본 문서 (PDF)에서 보존된 문서. 2011년 3월 23일에 확인함.
3. ↑  “Earthquake Information for 1995”. 《USGS》. 2015년 11월 18일에 원본 문서에서 보존된 문서. 2015년 11월 18일에 확인함.
4. ↑  Arefiev, S. S.;  외. (2006). “Deep structure and tomographic imaging of strong earthquake source zones”. 《Izvestiya Physics of the solid Earth》 42 (10): 850–863. doi:10.1134/S1069351306100090.
5. ↑  http://ieeexplore.ieee.org/Xplore/login.jsp?url=/iel5/4231073/4231074/04231097.pdf?temp=x
6. ↑  “보관된 사본”. 2010년 2월 13일에 원본 문서에서 보존된 문서. 2016년 1월 1일에 확인함.
7. ↑  Watanabe, Tomoki;  외. (2006). “Seismological monitoring on the 2003 Tokachi-oki earthquake, derived from off Kushiro permanent cabled OBSs and land-based observations”. 《Tectonophysics》 426 (1–2): 107–118. doi:10.1016/j.tecto.2006.02.016.
8. ↑  “보관된 사본”. 2009년 12월 16일에 원본 문서에서 보존된 문서. 2011년 3월 23일에 확인함.
9. ↑  Apel, et al., 2006